# Mycetophagus alni
Mycetophagus alni is een keversoort uit de familie boomzwamkevers (Mycetophagidae). De wetenschappelijke naam van de soort werd in 1917 gepubliceerd door George Charles Champion.